# Ворскла
Во́рскла — річка, що протікає Бєлгородською областю Російської Федерації, Сумською та Полтавською областями України. Ліва притока Дніпра. Площа водозбору річки Ворскли на території України становить 12590 км².

## Назва
Річка Воръскол, Върьскла, Въскол в різних формах написання згадується ще у Повісті врем'яних літ (XII століття) і Іпатіївському літописі (XV століття). Крім того, назва «Worʃkło» вказана на відомій Карті Боплана, що датується 1648 роком.

## Легенди
Битва на Ворсклі, що відбулася 12 серпня 1399 року і стала вирішальною подією у відносинах між Великим князівством Литовським (ВКЛ) і Золотою Ордою, описана у Никонівському літописі. Шведський історик XVIII ст. Густав Адлерфельд у своєму дослідженні «Військова історія шведського короля Карла XII з 1700 р до Полтавської баталії 1709 р написана королівським камергером Густавом Адлерфельда за особистим наказом Його Величності» (Амстердам, 1740), посилаючись на Мартіна Кромера, писав, що Полтавська битва 1709 року сталася на тому самому полі, де колись була розбита армія великого князя литовського Вітовта.

## Географія

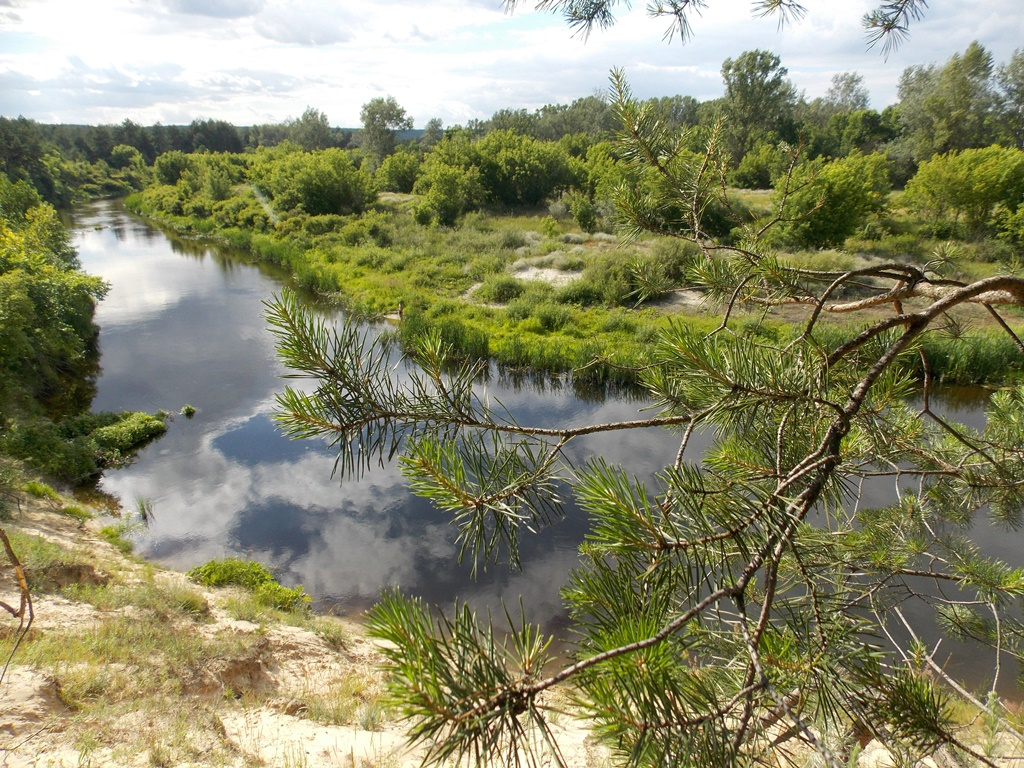
Ворскла. Полтавщина, Полтавський р-н, с. Підварівка

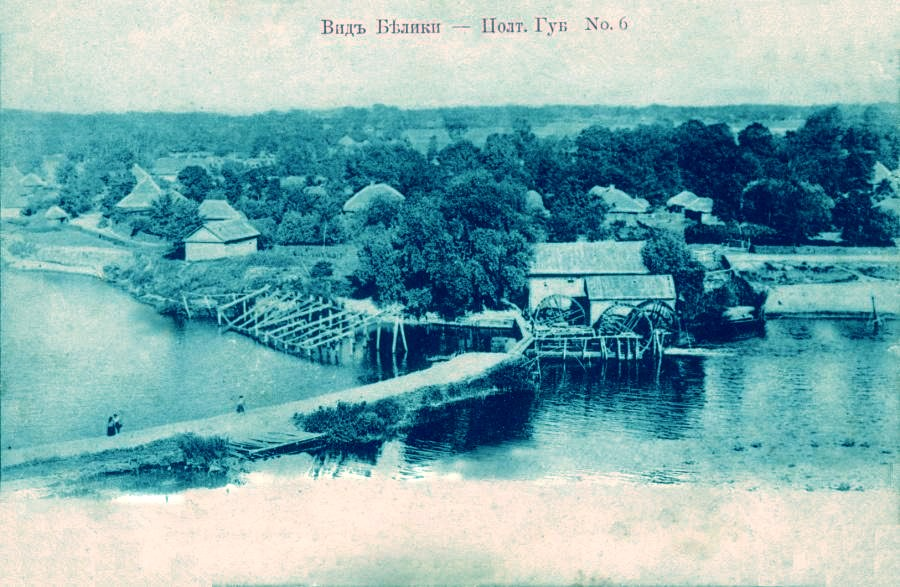
Млини біля селища Білики. Початок XX ст.

Ворскла — одна з найбільших лівих приток Дніпра. Витік Ворскли розташований поблизу села Покровки Івнянського району Бєлгородської області. У межах Сумської області тече територією Охтирського району. У межах Полтавської області тече територією Полтавського району. Населені пункти на Ворсклі у межах Сумщини — смт Велика Писарівка, Кириківка; у межах Полтавщини — міста Полтава і Кобеляки, селища Опішня, Нові Санжари та Білики. У Бєлгородській області РФ місто Грайворон та смт Яковлєво, Томаровка, Борисовка.
Річка має багато приток, найдовші з них — ліві. Найбільшими притоками, довжина яких становить більше 20 км, є праві  Ворсклиця, Боромля, Олешня, Кобилячка, а ліві —  Мерла, Кустолове, Братениця, Коломак, Тагамлик, Грайворонка, Івани, Рябинка, Охтирка, Хухра.
До XVIII століття Ворскла була судноплавною.[джерело?]

## Гідрологія
Витік річки розташований на західних схилах Середньоруської височини, тече переважно в межах Придніпровської низовини. Впадає у Кам'янське водосховище, що на Дніпрі.
Долина річки трапецієподібна, завширшки 10—12 км. Практично на всій протяжності правий берег високий і крутий, лівий низький і подекуди болотистий. Ширина плеса річки в середній і нижній течії бл. 40 метрів, іноді перевищує 100 метрів. Середня глибина 1,5 м, максимальна — 10—12 м. Похил річки 0,3 м/км.
Живлення мішане. Замерзає на початку грудня, скресає у березні. Найвищі річні води — у березні — квітні, найнижчі — у липні — жовтні. Середньорічна витрата води біля Кобеляків — 33,4 м³/с. Мінералізація води становить: весняна повінь — 672 мг/дм³; літньо-осіння межень — 766 мг/дм³; зимова межень — 775 мг/дм³.
Ворскла — річка рівнинного типу з повільною течією і звивистим руслом. Заплава річки зайнята луками, листяними лісами, частково заболочена. Річка має широку долину. На берегах росте переважно заплавний ліс, місцями посадки сосни.  На всій протяжності, аж до Полтави, вода досить чиста, така, що містить велику кількість риби.[джерело?] Після Полтави, починаючи від села Буланове, дно знову є видимим на 1,5 — 2 метри. В межах міста Полтави місцеві жителі використовують  річку для рекреаційних цілей. Забруднення ручки відбувається через місцеві викиди промислових та побутових відходів. [джерело?]
На річці споруджені невеликі ГЕС; є шлюзи-регулятори. Створені  водосховища, найбільші з них: Куземинське (об’єм  2,24 млн м3) та Вакулинське (2,8 млн м3), що розташовані на території Сумської області.  Воду використовують для промислового і побутового водопостачання, зрошування. 

## Цікаві факти
- У долині Ворскли розташовані об'єкти охорони  природи: Ковпаківський лісопарк, Парасоцьке урочище, Лучківський заказник й інші, а також Гетьманський національний природний парк.
- «Водний маршрут (на байдарках) річкою Ворскла» створений згідно до «Проекту організації території Гетьманського національного природного парку, охорони, відтворення та рекреаційного використання його природних комплексів і об’єктів»[6].
- У місці впадіння Ворскли в Дніпро, в її гирлі, була розташована одна з головних козацьких переправ — Переволочна. Так само називалася й побудована там фортеця.[джерело?]

## Галерея

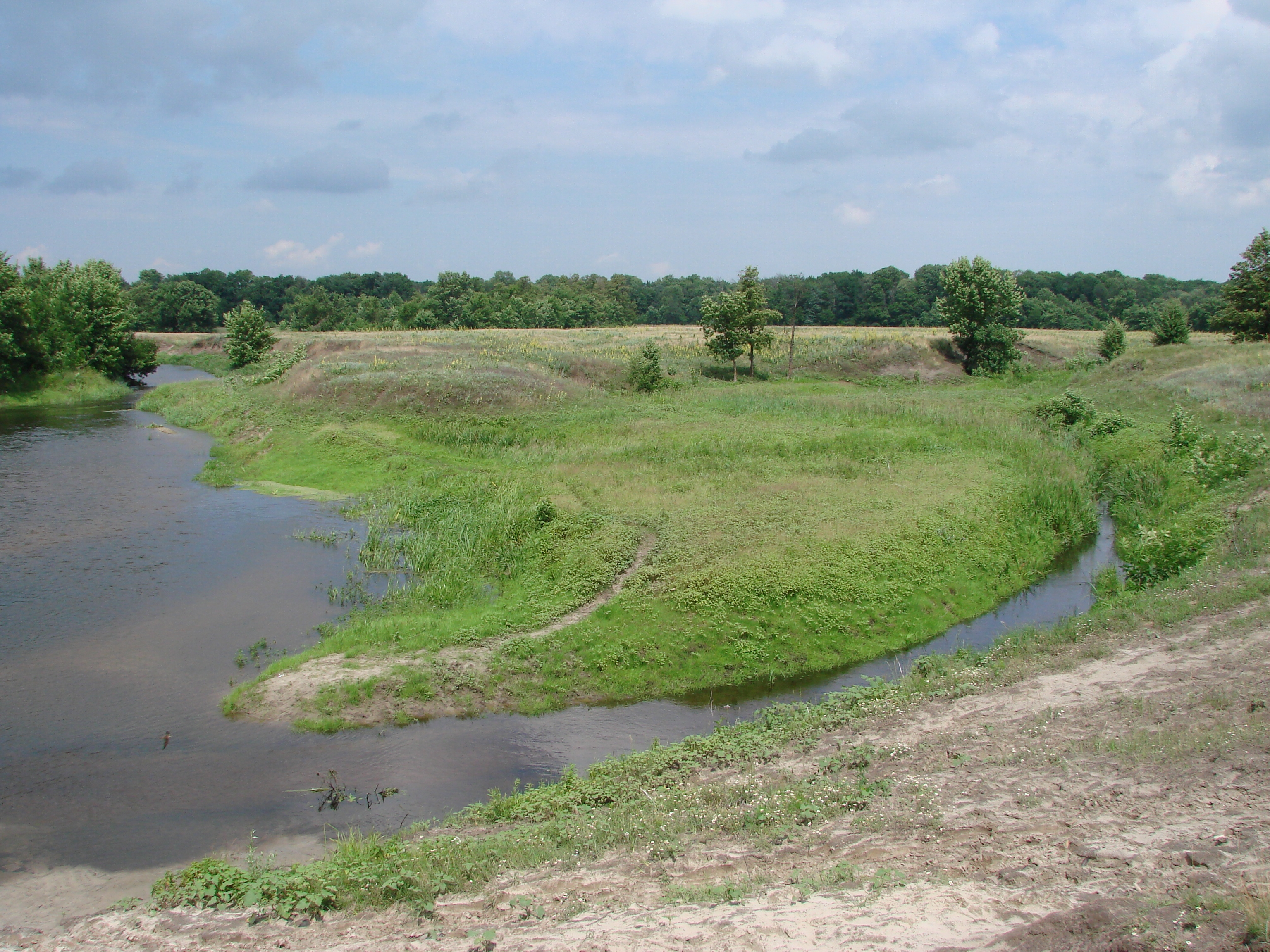
Біля села Хухри (Охтирський район Сумської області)р. Ворскла за м. Охтирка
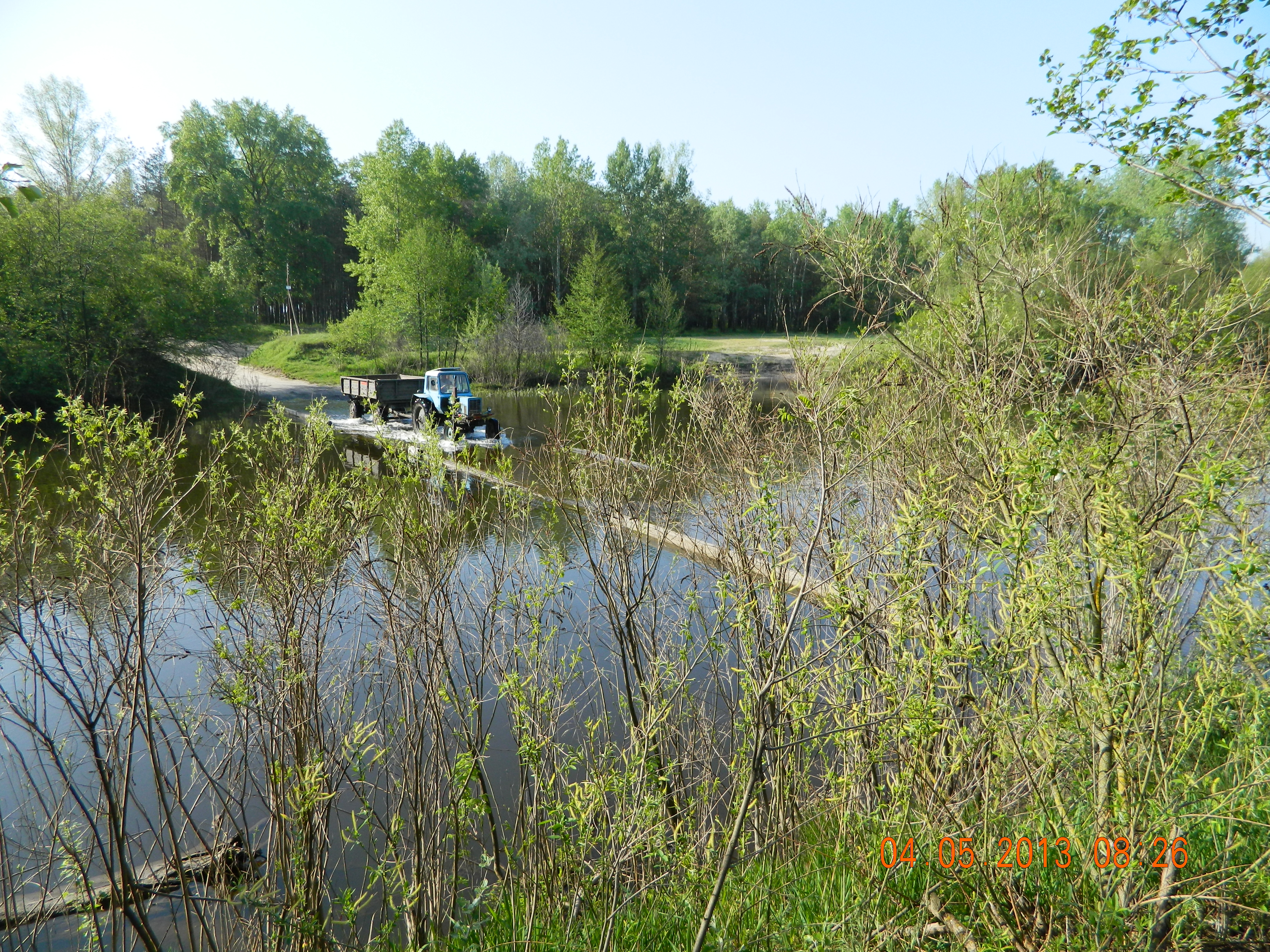
Міст через Ворсклу на дорозі Гавронці — Глоди під час весняного водопілля 2013Ворскла в літні дні
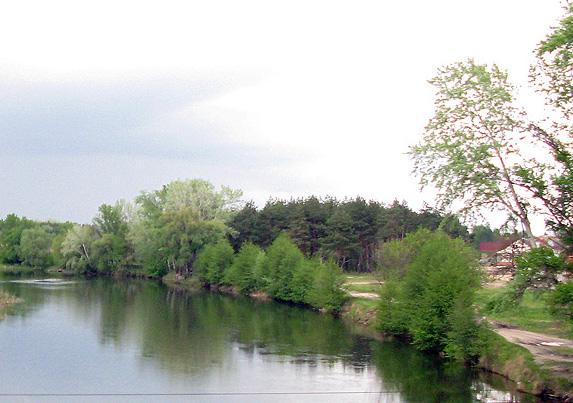
Середня течія. Селище Крутий Берег біля ПолтавиВорскла тихим осіннім днем
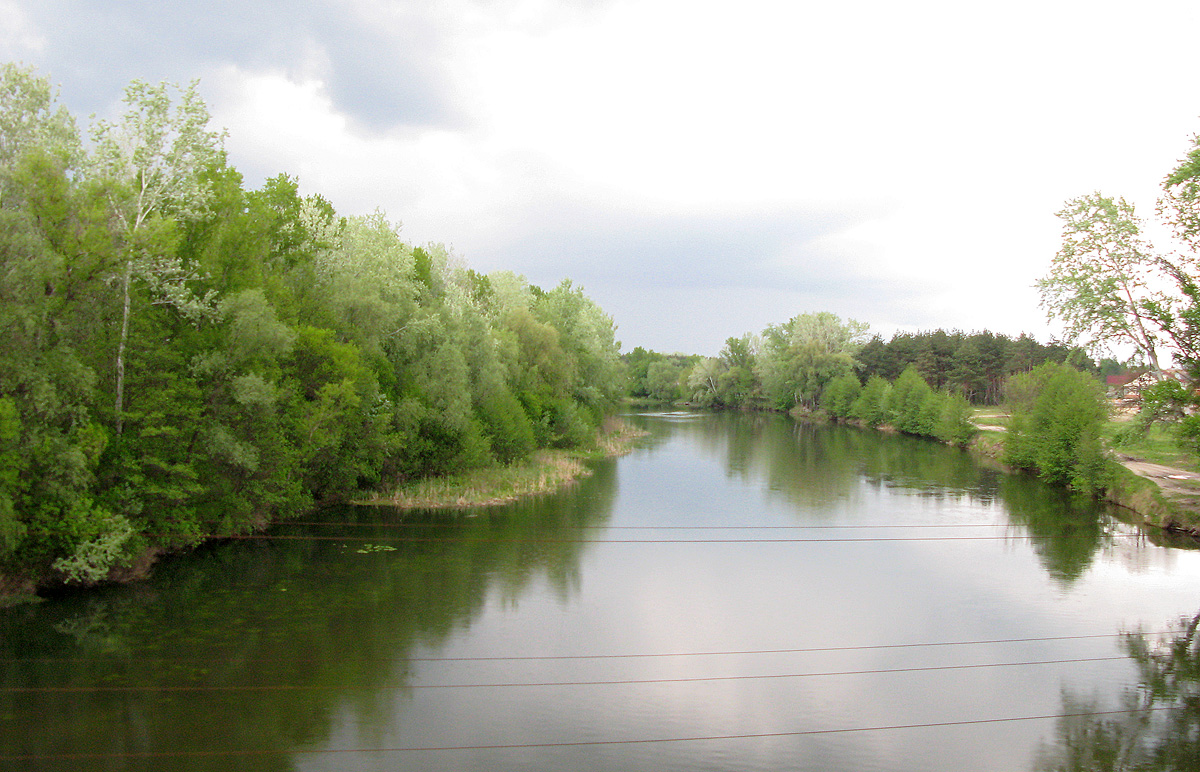
Ворскла у ПолтавіВорскла у квітневі дні